# Симфонијски оркестар Украјинског радија
Симфонијски оркестар Украјинског радија (ukr. Заслужений академічний симфонічний оркестр Українського радіо) је симфонијски оркестар музичке продукције јавног медијског сервиса Украјине. Оркестар је основан 1929. године. Седиште оркестра налази се у главном граду Украјине Кијеву где је и дворана за вежбе и концерте. Кроз године, оркестар је уз домаће имао и бројне иностране наступе у Италији, Француској, Немачкој, Кини, Белорусији и другим земљама.

## Историја
Оркестар је основан 5. октобра 1929. године у Харкову који је тада био главни град Украјинске Совјетске Социјалистичке Републике. Оркестар је био трећи радијски оркестав овога типа основан у Европи након британског и све-совјетског оркестра. Оркестар је организационо био део Радио позоришта и састојао се од 45 музичара на челу са диригентом професором Јаковом Розенштајном. У својој првој сезони оркестар је фокус ставио на дела Петра Чајковског. 1934. године оркестар је пресељен у Кијев заједно са премештајем главног града Украјине и реформом Републичког радио-комитета док је састав оркестра повећан на 60 музичара. Композитор Пјотр Пољаков позван је као други диригент оркестра.